# SS-Dienstauszeichnung

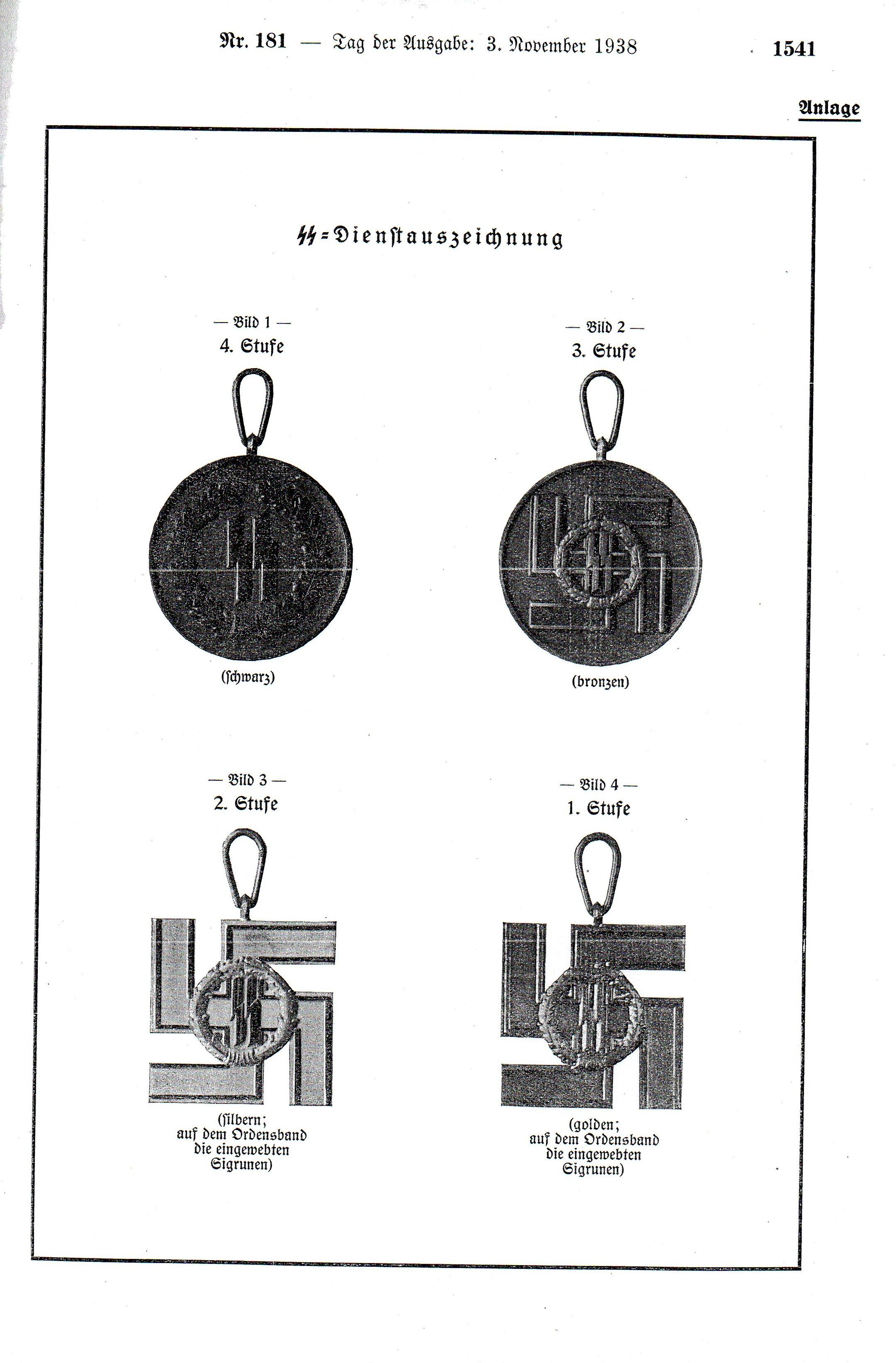
Amtliche Abbildung zur SS-Dienstauszeichnung aus dem Reichsgesetzblatt

Amtlicher Vordruck der Vorschlagsliste für die Verleihung der SS-Dienstauszeichnung

Die SS-Dienstauszeichnung war eine Dienst- und Treueauszeichnung für alle Angehörigen der Schutzstaffel (SS), die per Verordnung am 30. Januar 1938 von Adolf Hitler gestiftet wurde.
Der volle Wortlaut der Eingangsverordnung lautete:

„Aus Anlass der fünften Wiederkehr des Tages der nationalen Erhebung stifte ich als Anerkennung für treue Dienste in den SS-Verfügungstruppen, SS-Totenkopfverbänden und SS-Junkerschulen die SS-Dienstauszeichnung. Die Einzelheiten hinsichtlich der Ausgestaltung, Einteilung und Form der Verleihung bestimmt die von mir zu erlassende Satzung. Berlin, den 30. Januar 1938, Der Führer und Reichskanzler Adolf Hitler, Der Reichsminister des Innern Frick.“

## Satzungsinhalt
Die noch am gleichen Tag erlassene Satzung der SS-Dienstauszeichnung bestimmt dann die weiteren Einzelheiten dieser Auszeichnung.

### Zweck der Dienstauszeichnung
Die SS-Dienstauszeichnung war eine Anerkennung für treue und untadelige Dienstzeit von SS-Angehörigen in den SS-Verfügungstruppen – eine frühe Bezeichnung der Waffen-SS –, SS-Totenkopfverbänden sowie der SS-Junkerschulen, die in vier Stufen verliehen wurde, die da waren:
1. für Unterführer und Männer beim Ausscheiden nach 4-jähriger Dienstleistung die 4. Stufe,
2. für Führer, Unterführer und Männer nach 8-jähriger Dienstleistung die 3. Stufe,
3. für Führer, Unterführer und Männer nach 12-jähriger Dienstleistung die 2. Stufe,
4. für Führer, Unterführer und Männer nach 25-jähriger Dienstleistung die 1. Stufe.

Allen Stufen war gemein, dass die Dienstzeit unter Anrechnung der Dienstzeit in der Bewegung angerechnet wurde.

### Beschaffenheit und Trageweise

#### 4. und 3. Stufe
Die SS-Dienstauszeichnung der 4. Stufe war eine runde, schwarzgetönte Medaille, die auf ihrer Vorderseite die SS-Runen in erhabener Prägung darstellt, welche von einem Eichenkranz umgeben sind. Auf ihrer Rückseite war die Umschrift: Für treue Dienste in der SS sowie mittig die Zahl 4 zu lesen. Die 3. Stufe hatte die gleiche Form, war aber bronziert und zeigte ein waagerecht stehendes Hakenkreuz mit aufgesetztem Eichenkranz und Sigrunen. Auf ihrer Rückseite anstatt der 4 die Zahl 8 zu lesen mit gleichlautender Umschrift.

#### 2. und 1. Stufe
Die SS-Dienstauszeichnung der 2. Stufe war ein versilbertes Hakenkreuz, das zentriert in ihrer Mitte die Sigrunen der SS umgeben von einem Eichenkranz auf einem runden Mittelteil zeigte. Die 1. Stufe hingegen war vom gleichen Aussehen, jedoch vergoldet.

#### Trageweise
Getragen wurde die SS-Dienstauszeichnung wie alle Dienstauszeichnungen im Zeitraum von 1933 bis 1945, an einem kornblumenblauen Ordensband auf der linken Brustseite oder an der Ordensschnalle, wobei das Ordensband der 2. und 1. Stufe die eingewebten Runen in ihrer jeweiligen Farbe (Silber oder Gold) aufzeigte. Bei Verleihung einer höheren Dienstauszeichnung war die niedere abzulegen, verblieb aber im Eigentum des Beliehenen.

### Verleihungsprozedere
Die Verleihung der SS-Dienstauszeichnung behielt sich Hitler selbst vor. Die eingehenden Vorschläge für die Verleihung mussten vom Reichsführer SS und Chef der Deutschen Polizei an den Reichsminister des Innern Wilhelm Frick übersandt werden, der diese Vorschläge dann an die Präsidialkanzlei der Ordenskanzlei übersandte. Diese holte dann die Entscheidung Hitlers ein. Dabei konnte der Reichsführer SS auch Angehörige der Polizei für die SS-Dienstauszeichnung vorschlagen. Über die erste Verleihung einer SS-Dienstauszeichnung erhielt der zu Beleihende eine von Hitler zu unterzeichnende Urkunde, bei weiteren Verleihungen nur noch eine vom Chef der Präsidialkanzlei ausgestellte Bescheinigung. Beides, Urkunde und Auszeichnung gingen mit Aushändigung in das Eigentum des Beliehenen über.

## Durchführungsverordnung
Die ebenfalls am 30. Januar 1933 erlassene Durchführungsverordnung bestimmte, dass die Vorschläge vom Reichsführer SS sowie des Chefs der Deutschen Polizei in doppelter Ausführung an das Reichsministerium des Innern zu übersenden waren. Dazu war ein in Anlage abgedrucktes Muster zu verwenden. Die Vorschläge sollten jeweils vierteljährlich erfolgen, so zum jeden 1. März, 1. Juni, 1. September und 1. Dezember. Auf die Dienstzeit anzurechnen waren ebenfalls zurückgelegte Zeiten in der Wehrmacht, Landespolizei, Reserveübungen sowie die Dienstzeit in anderen anerkannten Freiwilligen-Verbänden. Eine strafgerichtliche Verurteilung des zu Beleihenden schloss eine Verleihung der Dienstauszeichnung nicht kategorisch aus, wenn die begangene Straftat nicht „besonders schwer“ und nicht „Ausfluss“ einer ehrlosen Gesinnung gewesen war oder diese Straftat bereits längere Zeit zurückgelegen hatte und der Verurteilte sich seither tadellos geführt hatte.

## Sonstiges
Mit der Durchführungsbestimmung enden die gesetzlichen Grundlagen. Bis 1945 sind dann keine weiteren Änderungen mehr vorgenommen worden. Exakte Verleihungszahlen sind nicht mehr feststellbar, da es sich um eine Massenauszeichnung gehandelt hat. Die höchsten Verleihungszahlen wurden jedoch in der vierten und dritten Stufe erreicht. Die II. und I. Stufe wurde in seltenen Fällen von den sogenannten Alten Kämpfern (vgl. Ehrenwinkel der Alten Kämpfer) getragen. Die SS-Dienstauszeichnung konnte zudem neben einer Dienstauszeichnung der Wehrmacht gleichrangig getragen werden. Laut Gesetz über Titel, Orden und Ehrenzeichen vom 26. Juli 1957 ist das Tragen der SS-Dienstauszeichnung in der Bundesrepublik Deutschland in keiner Form gestattet.

## Bildergalerie

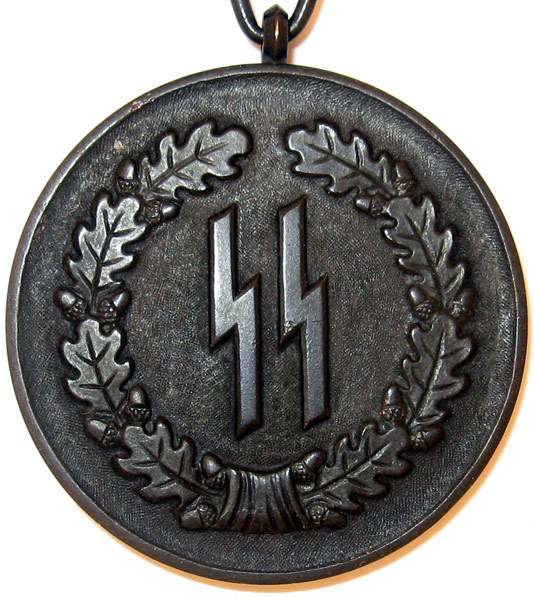
SS Medaillenspiegel 4 Jahre
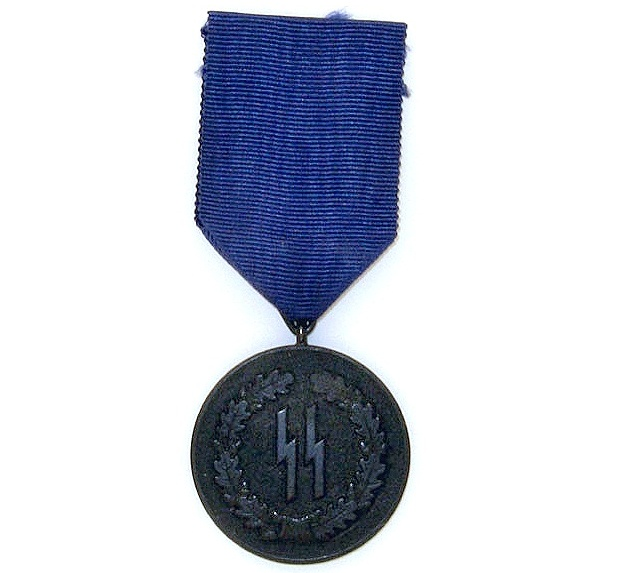
SS-Dienstauszeichnung 4 Jahre (Vorderseite)
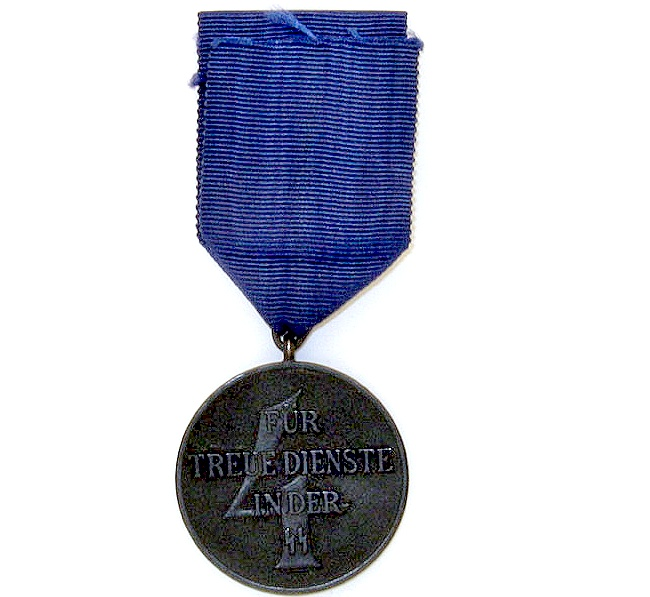
SS-Dienstauszeichnung 4 Jahre (Rückseite)
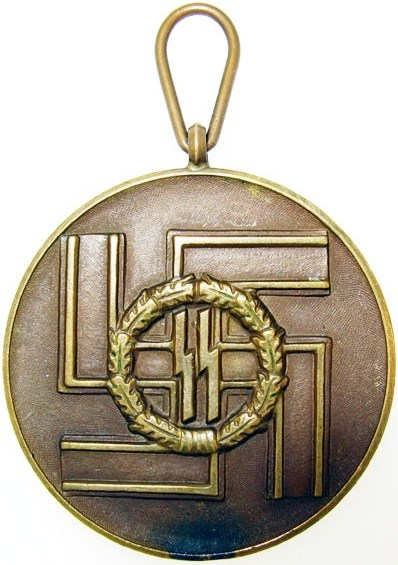
SS-Dienstauszeichnung 8 Jahre (Vorderseite)
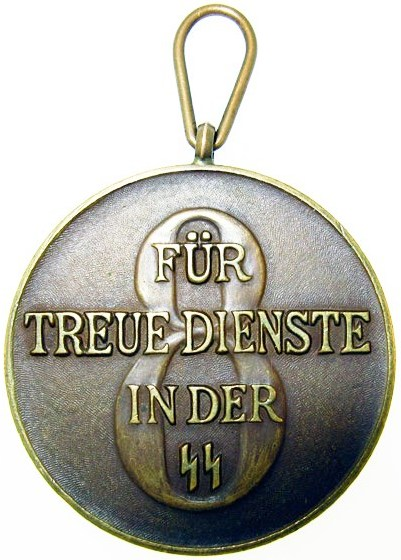
SS-Dienstauszeichnung 8 Jahre (Rückseite)